# Tobias Kehrer
Tobias Kehrer (geboren in Dessau) ist ein deutscher Opernsänger der Stimmlage Bass. Er gastiert an bedeutenden Opernhäusern und bei den Salzburger Festspielen.

## Leben
Kehrer schloss seine Gesangsausbildung an der Universität der Künste Berlin bei Siegfried Lorenz im Februar 2011 ab. Bereits während des Studiums sammelte er erste Bühnenerfahrungen in Studioproduktionen und nahm 2008 als einziger Deutscher am Opernwettbewerb des Kyoto International Music Students Festival teil. 2009 übernahm er beim Kurt Weill Fest in Dessau mehrere Rollen in einer Produktion des Wachsfigurenkabinetts von Karl Amadeus Hartmann. Weitere Engagements folgten am Opernhaus Chemnitz, am Aalto-Theater in Essen und als Hunding im ersten Akt der Walküre beim Orquesta de Valencia. In der Spielzeit 2011/12 erhielt der Sänger das Franz-Josef-Weisweiler-Stipendium der Deutschen Oper Berlin.
Bei den Salzburger Festspielen debütierte Kehrer 2012 als Truffaldin in Hofmannsthal/Strauss’ Ariadne auf Naxos, sang dort 2013 den Nachtwächter in den Meistersingern von Nürnberg und konzertant den Jacobus von Arc in Braunfels’ Jeanne d’Arc, sowie 2014 den Polizeikommissar in Harry Kupfers Rosenkavalier-Neuinszenierung und das Bass-Solo in Bruckners Te Deum unter Philippe Jordan.
Seit der Spielzeit 2012/13 ist Kehrer Ensemblemitglied der Deutschen Oper Berlin. Dort singt er unter anderem Sarastro und Masetto, den Basilio im Barbier von Sevilla und den Sparafucile im Rigoletto, den Jacopo Loredano in den Foscari und den Mönch im Don Carlos, den Zuniga in der Carmen und den Leutnant Ratcliffe in Billy Budd. In der Spielzeit 2013/14 war er als Brander in einer Neuproduktion von Berlioz’ La damnation de Faust unter Donald Runnicles zu sehen und zu hören. Kehrer sang auch bei den Londoner Proms. Im Oktober 2014 gab er – als Sarastro – sein Debüt an der Metropolitan Opera New York. Bei den Festspielen in Glyndebourne 2015 sang er die Partie des Osmin.
Bei den Festspielen in Bayreuth singt er 2024 den Titurel im Parsifal.